# Könnigde
Könnigde ist eine Ortschaft und ein Ortsteil der Stadt Bismark (Altmark) im Landkreis Stendal in Sachsen-Anhalt (Deutschland).

## Geographie
Könnigde, ein Straßendorf mit Kirche, liegt etwa 3 km südöstlich der Kleinstadt Bismark (Altmark) und etwa 22 km westlich von Stendal in der Altmark. Das hügelige und waldreiche Gebiet um Könnigde gehört zum Endmoränenbogen, der sich nördlich des Secantsgrabens in Richtung Stendal hinzieht. Im Süden grenzt die Gemarkung Könnigde an den Altmarkkreis Salzwedel.
Nachbarorte sind die Stadt Bismark im Nordwesten, Garlipp im Nordosten, Schäplitz im Südosten, Wollenhagen im Süden und Holzhausen im Südwesten.

## Geschichte

### Mittelalter bis Neuzeit
Der Ort wurde erstmals 1344 als kongode erwähnt, als Markgraf Ludwig Einkünfte aus der Bede einiger Dörfer an Johann von Buch und an Gerke von Kerkow verlieh. Im Landbuch der Mark Brandenburg von 1375 wurde das Dorf als Kongede genannt, Keynike Kongede gehörten 2½ Hufen. Weitere Nennungen sind 1472 konigede, 1551 Könnigde und 1608 Konnigk.
Das Dorf war Stammsitz der wohl ursprünglich wendischen Familie von Könnigde oder Kongede. Adrian und Esaias von Kongede wurden zuletzt am 12. April 1621 mit Könnigde belehnt. 1636 starb der Familienstamm an der Pest aus. Aus dem Familienwappen, das einen liegenden Halbmond und einen Stern zeigt, wurde der Stern in das jetzige Ortswappen aufgenommen.
Nach Ende des Dreißigjährigen Krieges am 9. Oktober 1648 erwarb der Rittmeister Joachim Hennigs das Gut Könnigde. Er wurde 1675 nach der Schlacht bei Fehrbellin vom Großen Kurfürsten für seine militärischen Verdienste in den Adelsstand erhoben (ab 1676 nannte er sich Joachim Hennigs von Treffenfeld). Der Haudegen seines Wappens ist noch heute Bestandteil des Gemeindewappens. Treffenfeld starb am 31. Dezember 1688 in Könnigde. Sein Leichnam wurde mumifiziert und war bis 1896 im Kirchturm aufgebahrt worden. Beim Neubau des Kirchenschiffes 1896 wurde er in eine Gruft unter dem Altar umgebettet.

### Herkunft des Ortsnamens
Franz Mertens deutet den Namen als wendisch, abgeleitet aus 1375 Kongede und 1540 konnigen, als „konje“ für „Pferd“ und übersetzt zu „Edelhof“ oder auch „Gestüt“.

### Eingemeindungen
Ursprünglich gehörten Dorf und Rittergut zum Stendalischen Kreis der Mark Brandenburg in der Altmark. Zwischen 1807 und 1813 lagen sie im Kanton Bismark auf dem Territorium des napoleonischen Königreichs Westphalen. Ab 1816 gehörte die Gemeinde mit dem Rittergut zum Kreis Stendal, dem späteren Landkreis Stendal.
Am 25. Juli 1952 kam die Gemeinde Könnigde zum Kreis Kalbe (Milde). Nach dessen Auflösung wechselte sie am 1. Januar 1988 in den Kreis Gardelegen. Am 1. Juli 1994 kam sie zum heutigen Landkreis Stendal.
Bis zum 31. Dezember 2009 war Könnigde eine selbständige Gemeinde. Der Gemeinderat der Gemeinde Könnigde beschloss am 25. Juni 2009 die Zustimmung zu einem Gebietsänderungsvertrag, wodurch ihre Gemeinde aufgelöst und Teil einer neuen Einheitsgemeinde mit dem Namen Stadt Bismark (Altmark) wurde. Dieser Vertrag wurde vom Landkreis als unterer Kommunalaufsichtsbehörde genehmigt und trat am 1. Januar 2010 in Kraft.
In der eingeflossenen Gemeinde und nunmehrigen Ortschaft Könnigde wurde ein Ortschaftsrat mit drei Mitgliedern einschließlich Ortsbürgermeister gebildet.

### Einwohnerentwicklung

#### Dorf und Gut
| Jahr               | 1734 | 1772 | 1790 | 1798 | 1801 | 1818 | 1840 | 1864 | 1871 | 1885 | 1892 | 1895 | 1900 | 1905 |
| Dorf Könnigde      | 118  | 145  | 92   | 141  | 178  | 114  | 203  | 235  | 218  | 244  | 259  | 283  | 285  | 299  |
| Rittergut Könnigde |      |      | 37   | 043  |      |      |      |      |      |      |      |      |      |      |

#### Gemeinde
| Jahr | Einwohner |
| ---- | --------- |
| 1910 | [0]327    |
| 1925 | 327       |
| 1939 | 310       |
| 1946 | 400       |
| 1955 | [00]359   |
| 1964 | 279       |
| 1971 | 260       |
| 1981 | 214       |
| 1985 | [00]209   |

| Jahr | Einwohner |
| ---- | --------- |
| 1990 | [00]195   |
| 1993 | 202       |
| 1995 | [00]182   |
| 2000 | [00]180   |
| 2002 | [00]171   |
| 2004 | [00]172   |
| 2006 | [00]164   |
| 2008 | [00]174   |
| 2009 | [00]154   |

#### Ortsteil
| Jahr | Einwohner |
| ---- | --------- |
| 2017 | [00]154   |
| 2020 | [00]143   |
| 2021 | [00]143   |
| 2022 | [0]138    |
| 2023 | [0]142    |

Quelle, wenn nicht angegeben, bis 1971:

## Religion
Die evangelische Kirchengemeinde Könnigde, die früher zur Pfarrei Könnigde bei Bismark gehörte, wird heute betreut vom Pfarrbereich Garlipp im Kirchenkreis Stendal im Bischofssprengel Magdeburg der Evangelischen Kirche in Mitteldeutschland. Die ältesten überlieferten Kirchenbücher für Könnigde stammen aus dem Jahre 1681.
Die katholischen Christen gehören zur Pfarrei St. Anna in Stendal im Dekanat Stendal im Bistum Magdeburg.

## Politik

### Ortsbürgermeister
Ortsbürgermeister der Ortschaft Könnigde ist Michael Raue.

#### Bürgermeister der Gemeinde
- 1946 bis 1950 Werner Wiebelitz
- 1950 bis 1952 Gustav Ritschel
- 1952 bis 1960 Edmund Glaser
- 1960 bis 1962 Heinz Kaphanke
- 1962 bis 1987 Elisabeth Schulze
- 1987 bis 1990 Günther Weber
- 1990 bis 2008 Harald Schulze
- 2008 bis 2010 Elke Freivogel

#### Ortsbürgermeister
- 2010 bis 2024 Elke Freivogel
- seit 2024 Michael Raue

### Ortschaftsrat
Bei der Ortschaftsratswahl 9. Juni 2024 stellte sich die „Wählergemeinschaft Könnigde“ zur Wahl. Sie errang alle 3 Sitze, genauso wie 2019.
Zwei Ortschaftsräte sind Frauen.
Von 117 Wahlberechtigten hatten 93 ihre Stimme abgegeben, die Wahlbeteiligung betrug damit 79,49 Prozent.

### Wappen
Das Wappen wurde am 6. Oktober 2000 durch das Regierungspräsidium Magdeburg genehmigt.
Blasonierung: „Gespalten von Silber und Blau; vorn ein rot gezungter roter Adler am Spalt, golden bewehrt mit schwarzen Krallen; hinten ein gepanzerter silberner Arm mit nach links erhobenem silbernen Schwert mit goldenem Griff, begleitet links von einem sechsstrahligen (1:2;2:1) goldenen Stern.“
Die Farben der Gemeinde sind Blau - Silber (Weiß).

### Flagge
Die Flagge ist Blau - Weiß gestreift (Hissflagge: Streifen senkrecht verlaufend) mit dem aufgelegten Wappen der Gemeinde.

## Kultur und Sehenswürdigkeiten
- Die evangelische Dorfkirche Könnigde hat einen Westquerturm mit rundbogigen Schallöffnungen aus der Zeit um 1150. 1896 ist das aus der Mitte des 13. Jahrhunderts stammende Kirchenschiff - ein Feldsteinbau - abgebrochen und durch einen romanisierenden Backsteinbau ersetzt worden. Die Kanzel und den Altaraufsatz schuf Hofbildhauer[25] Gustav Kuntzsch aus Wernigerode.[26]
- Eingangstor zum Kirchhof (1450) aus handgeformten Ziegelsteinen mit zwei leeren Wappenfeldern, einer Muttergottes Bildnische und seltener Mönch-Nonnen-Deckung
- Der 1998 gegründete Heimatverein „Hennigs von Treffenfeld“ Könnigde e. V. widmet sich der Traditionspflege um dem altmärkischen Reitergeneral Hennigs von Treffenfeld in der Treffenfeldscheune in Könnigde, die nach Voranmeldung besichtigt werden kann.[27]

## Verkehrsanbindung
Könnigde liegt unweit der Landesstraße 15, die von Stendal nach Bismark (Altmark) führt. Der nächste Bahnhof befindet sich in der Nachbargemeinde Hohenwulsch (Bahnlinie Stendal–Salzwedel).

## Persönlichkeiten
- Joachim Henniges von Treffenfeld (* 1610; † 31. Dezember 1688), Kurbrandenburgischer General, Besitzer des Guts Könnigde